# Happenings (Album)

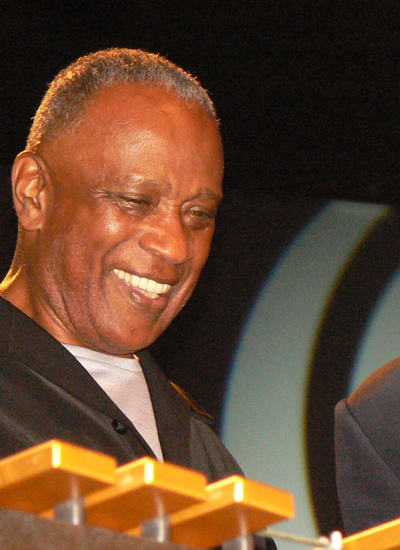
Bobby Hutcherson auf einem Konzert (2007)

Happenings ist ein Jazz-Album von Bobby Hutcherson, das am 6. Februar 1966 im Studio von Rudy Van Gelder in Englewood Cliffs, New Jersey aufgenommen und 1967 bei Blue Note Records veröffentlicht wurde.

## Das Album
1966 war der Vibraphonist Bobby Hutcherson von den Lesern des Jazz magazine zum besten Musiker seines Instrumentes gewählt worden. Durch seine Zusammenarbeit mit Grant Green (Idle Moments), Dexter Gordon (Gettin' Around), Andrew Hill (Judgment!) oder Eric Dolphy (Out to Lunch!) genoss er Mitte der 60er in der Jazzwelt hohes Ansehen.
Die Aufnahme des Albums Happenings war Bobby Hutchersons erste Quartett-Session, nachdem er zuvor schon zwei Alben für Blue Note in Bläserbesetzung in Quintett bzw. Sextett mit Sam Rivers, Andrew Hill, Freddie Hubbard und Eric Dolphy eingespielt hatte. Obwohl diese Alben (Dialogue und Components) unter Hutchersons Namen erschienen waren, stellte erst Happenings den Vibraphonisten als vollwertigen Solisten heraus. In seinem Quartett spielten der Pianist Herbie Hancock, der schon beim Vorgängeralbum Components mitgewirkt hatte, sowie der Schlagzeuger Joe Chambers und der Bassist Bob Cranshaw, den Hutcherson bereits aus seiner Zeit in Kalifornien kannte. Außer Hancocks Klassiker „Maiden Voyage“ enthielt das Album ausschließlich Kompositionen Hutchersons.
Das Album beginnt mit Hutchersons Komposition „Aquarian Moon“, die von Hancocks stampfenden Cluster-Akkorden in chromatischer Spielweise beherrscht wird. Es folgt Hutchersons Ballade „Bouquet“, ein 3/4 Walzer, in dem Hancock ein sparsames, elliptisch angelegtes Solo spielt. Hutcherson gab an, beim Schreiben des Titels von der Musik Erik Saties und der ruhigen Stimmung an der Westküste beeinflusst gewesen zu sein. Anschließend spielt das Quartett das Latin-inspirierte „Rojo“ (spanisch für rot), in dem Bob Cranshaw ein kurzes Solo hat. Dem folgt die erste Coverversion von Herbie Hancocks späterem Jazzstandard „Maiden Voyage“, den dieser kurz zuvor in Bläserbesetzung mit Freddie Hubbard und George Coleman auf seinem gleichnamigen Album im Mai 1965 einspielt hatte. Diese Einspielung kannte Hutcherson jedoch noch nicht, als die Session stattfand, lediglich eine frühere kommerzielle Jingle-Version, die Hancock und Shorter für die Firma Yardley's Cologne eingespielt hatten.
Der eher konventionell und straight ahead angelegte, swingende „Head Start“ ist stark von den treibenden Beats Joe Chambers’ dominiert; es folgt die zweite Ballade des Albums, das stimmungsvolle 3½ minütige „When You Are Near“. Daran schließt sich die frei angelegte Gruppenimprovisation „The Omen“ an. In dem ersten Teil des Stücks spielt Joe Chambers das Schlagzeug und Hutcherson die Marimba; im zweiten Teil tauschten sie diese Instrumente, nachdem Hancock ein atonales, spontanes Solo gespielt hatte.
Anderthalb Jahre nach Happenings setzten Hutcherson, Hancock und Chambers ihre Zusammenarbeit mit dem Album Oblique (Blue Note, 1967) fort. Dieses erste Hutcherson-Quartett mit Pianobesetzung erfuhr später Versionen mit Chick Corea, Joe Sample, George Cables und Cedar Walton.

## Rezeption des Albums
Nach Ansicht von Bob Blumenthal deutete schon die von dem gewohnten Blue-Note-Layout abweichende Covergestaltung mit dem zeittypischen Covergirl von Reid Miles an, dass sich Hutcherson nach den vorausgegangenen Produktionen mit diesem Album etwas mehr dem Mainstream annäherte. Happenings gab Hutcherson Gelegenheit, "Konvention" in einer positiven und überzeugende Weise zu interpretieren. Der Vibraphonist fand damit das Bandformat, mit dem er in den nächsten vier Dekaden arbeiten sollte.
Nach Ansicht von Steve Huey zeigten diese Stücke in ihrer einfachen Struktur Hutcherson als Modernisten, der damit dem Ensemble und den Hauptsolisten Hutcherson und Hancock genug Raum für ihre Improvisationen gibt.
Abgesehen von „The Omen“ behandeln die Musiker das Material mit einem leichten, weichen touch und bringen diese meditativen Licks auch in die eher schnelleren Stücke und besonders ergreifend, in die beiden Balladen „Bouquet“ und „When You Are Near“. Aus dem Rahmen fallen das erste und das letzte Stück des Albums, „Aquarian Moon“ sei „anspruchsvoller Post-Bop“, während das düstere „The Omen“ Hutcherson dabei zeige, „wie er die Trickkiste öffne und offenbare, was er in den frei strukturiert (spielenden) Gruppen gelernt“ habe; Joe Chambers schrieb danach ähnlich angelegte Stücke für Hutchersons folgende Alben. Die „klaustrophobische Stimmung“ des letzten Stückes trübe aber nicht „den anmutig-relaxten Gesamteindruck des Albums“.
Nach Ansicht von Chris May lag Happenings nach den experimenteller angelegten Vorgängeralben mit seiner konventionellen Rhythmusgruppe eher im Mainstream des Modern Jazz, „künde aber von einer neuen, weniger stark strukturierten und gewagteren Spielhaltung, die nahe an der damaligen Avantgarde ist“. Auf diese Weise enthalte das Album „außergewöhnlich individuelle Darbietungen“. Einschränkend merkt der Autor an, dass bis auf Herbie Hancocks „Maiden Voyage“ die Kompositionen wenig bemerkenswert waren und daher nicht zu Standards wurden; jedoch sei das Album mit seiner Mischung aus swingenden Stücken, Balladen und Latin-Titeln passabel, abgesehen von der ambitionierten, aber wenig überzeugenden Improvisation „The Omen“. Höhepunkte seien Hancocks Spiel im ersten Titel „Aquarian Moon“, Hutchersons eigenes Solo in dessen „Maiden Voyage“, das Joe Chambers „mit seinem metronomischen, aber magisch vorantreibenden Spiel auf dem Becken“ präge. Die Ballade „When You Are Near“ sei wohl Hutchersons stärkste Komposition, bedauerlicherweise viel zu kurz.

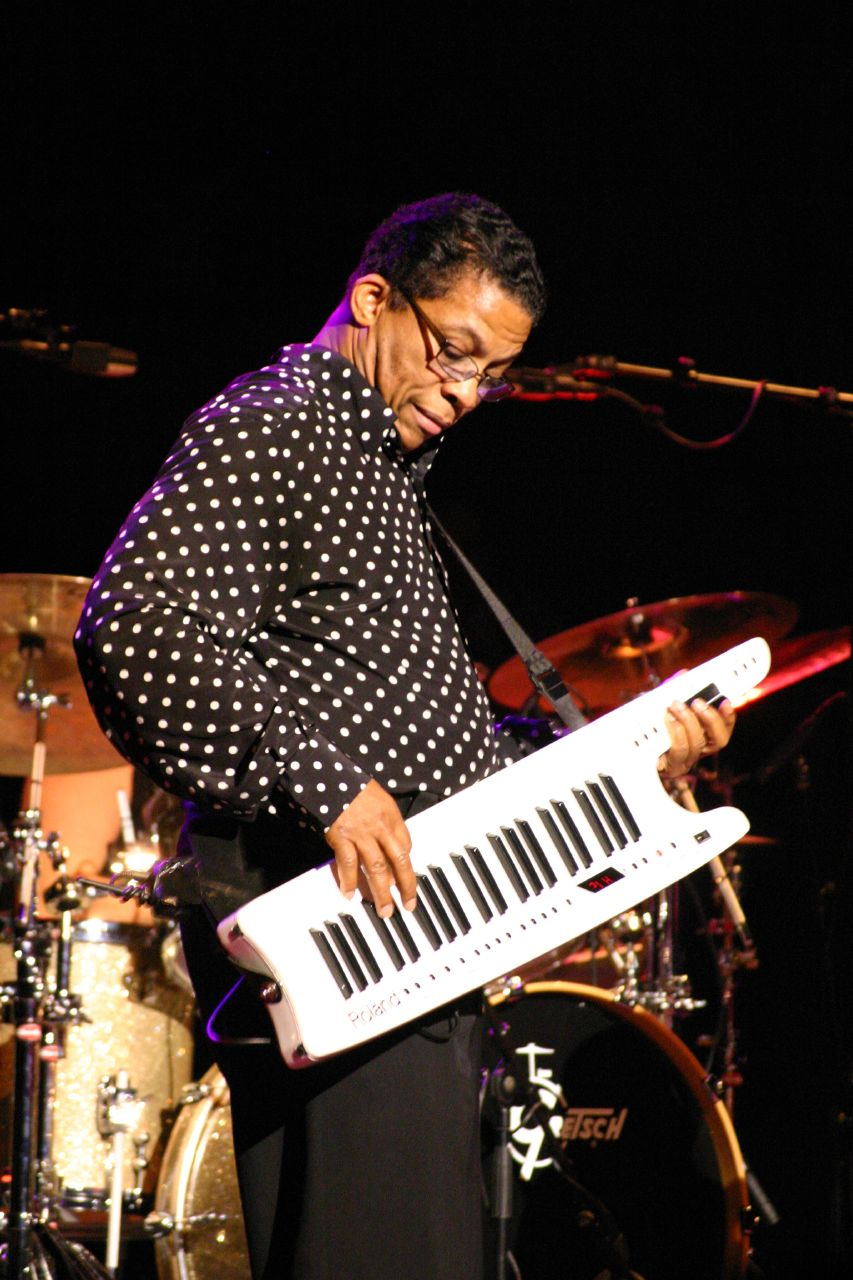
Herbie Hancock, 2006

## Die Titel des Original-Albums
Blue Note BLP 4231, BST 64231
1. Aquarian Moon – 7:43
2. Bouquet – 8:07
3. Rojo – 6:00
4. Maiden Voyage (Hancock) – 5:49
5. Head Start – 5:14
6. When You Are Near – 3:47
7. The Omen – 6:59

Alle anderen Kompositionen stammen von Bobby Hutcherson